# Trường trung học Thánh Maria Madalena ở Poznań
Trường trung học Saint Mary Magdalene ở Poznań (chính thức bằng tiếng Ba Lan: Liceum Ogólnokształcące w. Marii Magdaleny, trong phiên bản tiếng Latin còn được gọi là Ad Sanctuarytam Mariam Magdalenam hay thông tục đơn giản là Marynka) là một trong những trường Trung học lâu đời nhất và có uy tín nhất ở Ba Lan. Danh tiếng của trường được ghi nhận cho cựu sinh viên, học giả của nó, và số lượng lớn sinh viên tốt nghiệp theo học các trường đại học danh tiếng.

## Lịch sử và danh tiếng
Trường được thành lập năm 1303. Năm 1939, để ghi nhận tầm quan trọng của nó và cảm ơn nhà trường đã giáo dục nhiều thế hệ các nhà khoa học, nghệ sĩ và chính trị gia giỏi nhất trong 600 năm lịch sử, trường đã được Chủ tịch Ba Lan tự do cuối Ignacy Mościcki cùng trao tặng Huân chương Hiệp sĩ Polonia Restituta.

## Cựu sinh viên đáng chú ý

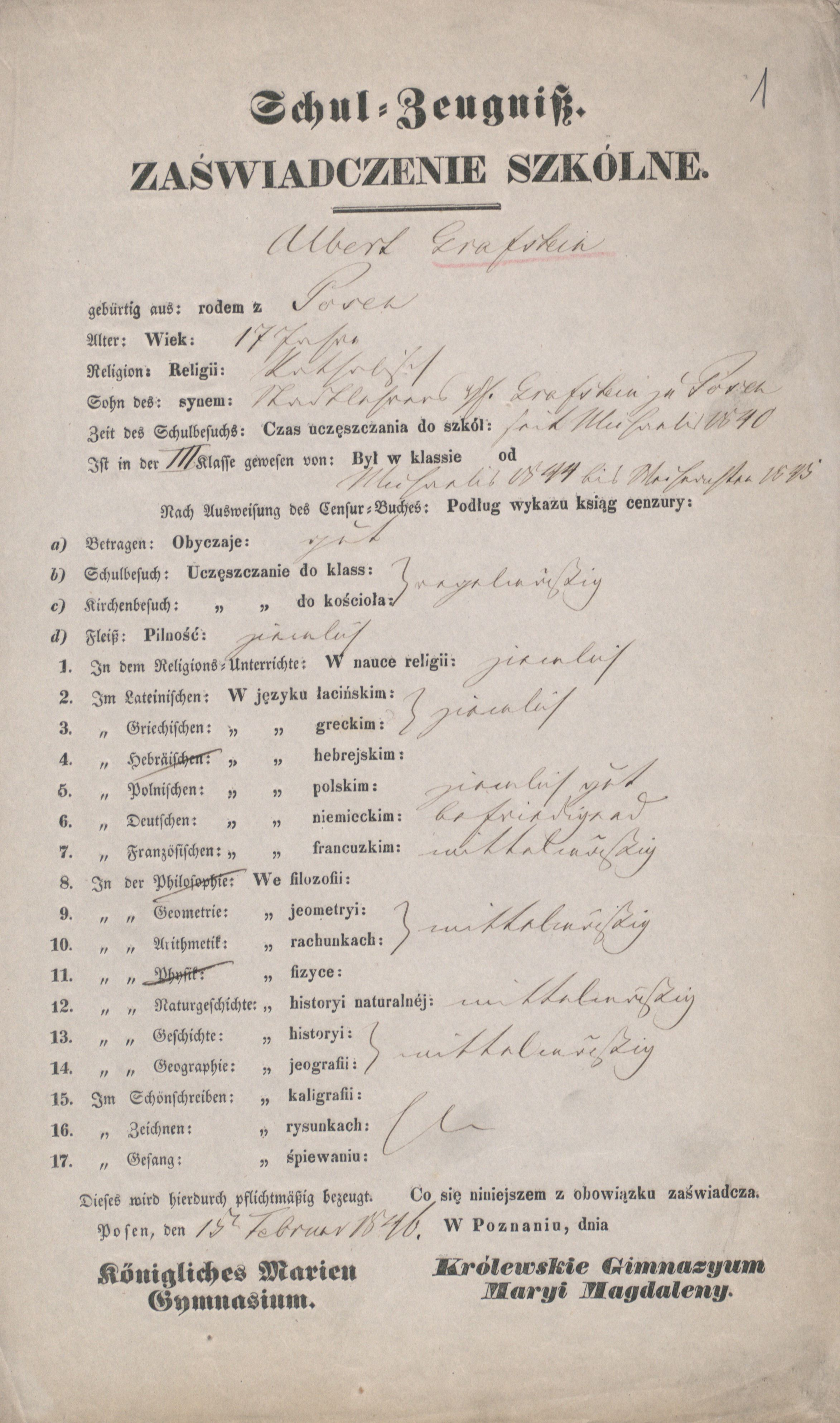
Bằng tốt nghiệp (1846)

Trong số các cựu sinh viên của trường, trường đã từng đào tạo học viên giành được đề cử Giải thưởng Hòa bình Nobel (Cha Marian elazek), Golden Laurel Laureate của Học viện Văn học Ba Lan (Jan Kasprowicz), 6 hiệu trưởng của các trường đại học nghiên cứu công cộng (bao gồm Kazimierz Morawski, hiệu trưởng của Đại học Jagiellonia). văn phòng của Tổng thống Ba Lan năm 1922), các học giả pháp lý nổi tiếng (GS. Michał Sczaniecki, Chủ tịch Lịch sử Pháp lý và bác sĩ danh dự của Đại học Grenoble), các bác sĩ (GS. Wiktor Dega, Tiến sĩ Karol Marcinkowski) và các chính trị gia.

### Szkoła Wydziałowa
- Leon Michał Przyłuski (1789-1865), Giám mục Công giáo La Mã và Tổng Giám mục Gniezno và Tổng giám mục Ba Lan trong những năm 1845-1865, người hoạt động trong phong trào độc lập Ba Lan vào cuối những năm 1800.
- Ignacy Prądzyński (1792 trừ1850), chỉ huy quân sự và là một tướng lĩnh của Quân đội Ba Lan. Một cựu chiến binh của Chiến tranh Napoléon, ông là một trong những chỉ huy Ba Lan thành công nhất của cuộc nổi dậy tháng 11 chống lại Nga.
- Ngài Paweł Strzelecki KCB CMG FRGS MRS (1797 Từ1873), nhà thám hiểm và nhà địa chất học vào năm 1845 cũng trở thành một đối tượng người Anh.
- Karol Marcinkowski (1800 bóng1846), bác sĩ, nhà hoạt động xã hội trong Đại công tước Poznań.